# Legio III Parthica
Legio tertia Parthica ou Legio III Parthica ("Terceira legião Parta") foi uma legião do exército imperial romano criada por Sétimo Severo em 197 para sua campanha contra o Império Parta, de onde ela tirou o seu cognome. Ela ainda estava ativa nas províncias orientais no início do século V e seu símbolo era, provavelmente, o touro.

## Criação
Juntamente com suas legiões-irmãs, a I Parthica e a II Parthica, a terceira legião parta foi criada para o ataca às fronteiras orientais. A campanha foi um sucesso e Ctesifonte, a capital parta, foi capturada e saqueada. A III Parthica permaneceu na região depois disso, guarnecendo a nova província da Mesopotâmia. A sua base principal era Resena, onde ela era encarregada também de garantir a segurança das estradas principais e de defender a província contra os sassânidas.

## Contra os sassânidas
Durante o século III, a III Parthica participou de diversas campanhas contra o Império Sassânida; mesmo com poucas provas diretas de seu envolvimento, a região era sua base e ela foi obviamente utilizada nas guerras entre os dois impérios rivais.
A primeira campanha, de resultado indefinido, foi liderada pelo imperador Caracala, que foi assassinado no decorrer das operações. Em 230, os sassânidas invadiram a província da Mesopotâmia e derrotaram a Terceira. O imperador Alexandre Severo então organizou uma bem-sucedida campanha para restaurar o jugo romano sobre a região.
O imperador Gordiano III organizou uma nova campanha em 243 e a III Parthica venceu a Batalha de Resena, mas, no ano seguinte, Gordiano morreu durante a campanha e seu sucessor, Filipe, o Árabe, cuja posição no trono foi confirmada por Sapor I, recuou.
Os sassânidas conseguiram uma grande vitória em 256, quando derrotaram a XV Apollinaris, conquistando sua fortaleza, Satala, e saqueando Trapezo em 258. O imperador Valeriano tentou recuperar o território perdido, mas foi derrotado e levado prisioneiro dois anos depois. Os romanos conseguiram finalmente desafiar o poder sassânida na região, primeiro com Odenato (261-267), líder do secessionista Império de Palmira, e, depois, com o imperador Diocleciano (284-305), que firmou um tratado de paz em 298, marcando assim a volta da influência romana na Mesopotâmia Setentrional.
No início do século V, a legião provavelmente ainda estava ativa na região, sob o comando do "duque de Osroena (dux Osrhoenae), baseada em Apatna (atual Tell Fdyin, no Iraque). A Notitia Dignitatum está corrompida, mas atesta que havia uma legião ali e a III Parthica não aparece em nenhum outro local.